# جون ستيفنسون (لاعب كرة قاعدة)
جون ستيفنسون (بالإنجليزية: John Stephenson)‏ هو لاعب كرة قاعدة أمريكي، ولد في 13 أبريل 1941 في مقاطعة غرينوب في الولايات المتحدة.

## وصلات خارجية
- جون ستيفنسون على موقعبيزبول رفرنس.كوم (الدوري الرئيسي) (الإنجليزية)
- جون ستيفنسون على موقعبيزبول رفرنس.كوم (الدوري الثانوي) (الإنجليزية)